# Helen Taussig
Pour les articles homonymes, voir Taussig.
Helen Taussig (24 mai 1898 au Massachusetts – 20 mai 1986) est une pédiatre et cardiologue américaine connue pour avoir développé le premier traitement du syndrome du bébé bleu,. Il consiste en une procédure permettant de prolonger la vie des enfants nés avec une tétralogie de Fallot (la cause la plus fréquente du syndrome). Ce concept a été appliqué dans la pratique sous le nom de shunt de Blalock-Thomas-Taussig. Cette procédure a été mise au point par Alfred Blalock et Vivien Thomas, qui étaient les collègues de Taussig à l'hôpital Johns Hopkins.
Taussig était partiellement sourde à la suite d'une infection de l'oreille dans l'enfance ; au début de l'âge adulte, cela a évolué vers une surdité totale. Pour compenser sa perte d'audition, elle a appris à utiliser des techniques de lecture labiale et des appareils auditifs pour parler avec ses patients. Taussing a également développé une méthode consistant à utiliser ses doigts, plutôt qu'un stéthoscope, pour sentir le rythme de leurs battements de cœur,. Certaines de ses innovations ont été attribuées à sa capacité à diagnostiquer les problèmes cardiaques par le toucher plutôt que par le son. Taussig est également connue pour son travail dans l'interdiction de la thalidomide et était largement reconnue comme un médecin très compétent. Elle est la première femme à avoir présidé l'American Heart Association. En 1964, elle a reçu une médaille présidentielle de la liberté.

## Biographie

### Jeunesse
Née à Cambridge, dans le Massachusetts, Helen Taussig est une des quatre enfants de Frank (en), un éminent professeur de l'Université Harvard, et Edith Guild Taussig, une des premières femmes à avoir étudié au prestigieux Radcliff College. À l'âge de ses 11 ans, sa mère décède la tuberculose, maladie qu'elle contractera aussi. Elle en est malade pendant plusieurs années, ce qui a gravement affecté sa capacité à faire son travail scolaire. Elle a par ailleurs lutté contre une dyslexie sévère durant ses premières années d'école et était partiellement sourde. Malgré cela, elle a bien réussi à l'école grâce à un travail assidu et un tutorat intensif de la part de son père. Enfant, elle passait des étés à Cotuit, dans le Massachusetts, et plus tard, elle y a eu une maison.

### Études
En 1917, Helen Taussig est diplômée de la Cambridge School for Girls à l'âge de 19 ans,. La même année, elle commence ses études au Radcliffe College, puis les poursuit à Berkeley en 1919 où elle obtient son baccalauréat en arts en 1921. Elle souhaite par la suite continuer ses études en médecine à Harvard mais l'entrée lui est refusée, l'école n'acceptant pas les femmes dans ce cursus à cette époque (c'était le cas jusqu'en 1945, bien que la première femme ait fait une demande près de 100 ans plus tôt, en 1847),. En fait, le programme acceptait les femmes en théorie, mais ne leur donnait pas de diplôme. Lorsque le doyen de l'école de médecine a dit cela à Taussig, elle a demandé pourquoi quelqu'un voudrait s'y inscrire sans aucun espoir d'obtenir un diplôme, ce à quoi le doyen a répondu : "C'est ce que nous espérons." Taussig a répondu, "Eh bien, je ne serai pas la première à vous décevoir" et est partie. Elle a plutôt envisagé de s'inscrire pour étudier la santé publique, en partie parce que son père pensait que c'était un domaine plus approprié pour les femmes, mais a appris qu'en tant que femme, elle pouvait suivre le programme, mais ne serait pas reconnue avec un diplôme. Elle raconte qu'elle a demandé au doyen "Qui veut étudier pendant quatre ans et ne pas obtenir de diplôme pour tout ce travail ?" et qu'il lui a répondu "Personne, j'espère".
Elle se tourne alors vers la faculté de médecine de Boston puis celle de Johns Hopkins où elle obtient son diplôme de médecine en 1927 en histologie, bactériologie et anatomie, sans s'attendre à recevoir un diplôme. Elle devait s'asseoir à l'écart de ses collègues masculins au fond des amphithéâtres et n'était pas censée leur parler. En 1925, alors qu'elle était étudiante en anatomie à l'Université de Boston, elle a publié son premier article scientifique sur l'étude des muscles du cœur des bœufs avec Alexander Begg. Avec les encouragements de son professeur Alexander Begg, Taussig a demandé à être transférée à l'École de médecine de l'Université Johns Hopkins, l'une des rares écoles de médecine à admettre les femmes à l'époque, et a été acceptée comme candidate à un diplôme complet. Après avoir obtenu son diplôme de médecin en 1927 à Johns Hopkins, Taussig est restée un an en tant que boursière en cardiologie et deux ans en tant qu'interne en pédiatrie, et a reçu deux bourses Archibald, entre 1927 et 1930. Taussig voulait se spécialiser en médecine interne, mais il n'y avait qu'un seul poste disponible pour une femme dans ce domaine, et il était déjà pris ; elle a donc décidé de se spécialiser en pédiatrie, et a fini par travailler en cardiologie pédiatrique, un domaine qui en était encore à ses débuts.
Elle se spécialise ensuite en pédiatrie et est recrutée en 1930 à l'hôpital Johns Hopkins, où elle est nommée cheffe en cardiologie pédiatrique.

### Shunt de Blalock-Thomas-Taussig

#### Concept
Le début de la carrière de Taussig en cardiologie pédiatrique à Johns Hopkins consistait à étudier les bébés atteints de malformations cardiaques congénitales et de rhumatisme articulaire aigu, une inflammation du cœur et d'autres organes résultant d'une infection bactérienne, qui était à l'époque une source majeure de mortalité infantile. Au début du XXe siècle, les cardiopathies rhumatismales constituaient la majorité des travaux de cardiologie clinique : les malformations cardiaques congénitales étaient considérées comme des curiosités sans espoir, car les moyens chirurgicaux pour les corriger étaient extrêmement peu développés, de sorte que relativement peu de choses pouvaient être faites pour prévenir la mort précoce des patients atteints de ces pathologies.
Elle a ensuite été engagée par le département pédiatrique de Johns Hopkins, le Harriet Lane Home, en tant que chef, où elle a travaillé de 1930 à 1963. Taussig a utilisé la fluoroscopie comme outil de diagnostic et a développé un intérêt particulier pour les nourrissons atteints de cyanose (aspect bleuté), souvent causée par la malformation cardiaque de la tétralogie de Fallot. La cyanose est causée par une circulation insuffisante de sang oxygéné dans le corps ; chez les nourrissons, elle peut être connue sous le nom de "syndrome du bébé bleu". On se souvient surtout de Taussig pour son rôle dans le développement d'un traitement chirurgical de cette affection, le shunt de Blalock-Thomas-Taussig.
Une nouvelle intervention chirurgicale pratiquée pour la première fois en 1939 par Robert Gross a permis de corriger un problème cardiaque pédiatrique courant : la persistance du canal artériel. Le canal artériel est un petit vaisseau sanguin qui relie l'artère pulmonaire à l'aorte du fœtus. Étant donné que le fœtus reçoit de l'oxygène par le placenta de la mère et non par ses propres poumons, qui sont remplis de liquide et ne sont pas encore fonctionnels, ce vaisseau constitue un raccourci, contournant les poumons et permettant une distribution plus efficace du sang oxygéné dans le corps du fœtus. Chez la plupart des nourrissons, le canal artériel se ferme quelques semaines après la naissance, de sorte que le sang circule vers les poumons pour y être oxygéné ; s'il reste ouvert ou "perméable", la circulation normale du sang est perturbée. Cette nouvelle procédure chirurgicale a permis de fermer artificiellement le vaisseau sanguin.
Pendant ce temps, Taussig a observé que les enfants souffrant de malformations cardiaques cyaniques telles que la tétralogie de Fallot ou l'atrésie pulmonaire se portaient souvent remarquablement mieux s'ils avaient également un canal artériel perméable, avec des symptômes moins graves et une survie plus longue. En général, les symptômes cyaniques commençaient ou s'aggravaient peu après la naissance, un changement que Taussig soupçonnait d'être causé par la fermeture naturelle du canal artériel. Chez les enfants cyanosés, le flux sanguin du cœur vers les poumons via l'artère pulmonaire est souvent compromis ; Taussig pensait que la création chirurgicale d'un canal artificiel reliant ces deux vaisseaux pourrait augmenter le flux sanguin vers les poumons et atténuer ce problème, augmentant ainsi les chances de survie. Elle a proposé l'idée à Robert Gross, qui était sceptique et lui aurait dit : " J'ai déjà assez de mal à fermer le canal artériel. Je ne veux certainement pas essayer d'en fabriquer un artificiel",,.

#### Les premières opérations
Deux ans plus tard, Taussig obtient la collaboration du nouveau chef du service de chirurgie de Johns Hopkins, Alfred Blalock, et de son assistante de laboratoire Vivien Thomas. Tous trois ont mis au point une intervention chirurgicale désormais connue sous le nom de shunt Blalock-Thomas-Taussig. À l'origine, elle était désignée sous le nom de shunt Blalock-Taussig : la contribution essentielle de Vivien Thomas a été négligée en raison de son rôle non académique et de son appartenance ethnique.
Après des expériences approfondies sur environ 200 chiens, le 9 novembre 1944, Blalock et Thomas ont pratiqué l'opération sur le premier patient humain,. Eileen Saxon, un bébé de 15 mois, était arrivée au service des urgences plus tôt ce mois-là, avec une grave insuffisance pondérale d'à peine 5 kg, de couleur bleu violacé et à peine capable de boire une gorgée sans haleter. Taussig a diagnostiqué une tétralogie de Fallot, un diagnostic qui signifiait que sans intervention, elle ne survivrait certainement pas jusqu'à l'âge adulte. L'intervention a été un succès immédiat : La couleur d'Eileen est rapidement redevenue normale, elle a pu boire du lait plus facilement et a pris quelques kilos. Deux mois après l'opération, elle sort de l'hôpital. Cependant, elle redevient cyanosée quelques mois plus tard et meurt peu avant son deuxième anniversaire. Malgré la mort d'Eileen, l'opération prouve que la dérivation de Blalock-Thomas-Taussig peut en principe être utilisée pour prolonger la vie des enfants atteints de cardiopathie cyanosée. En outre, une fillette de 12 ans et un garçon de 6 ans ont aussi été opérés et ont retrouvé une vie normale
En 1945, cette opération avait été pratiquée sur un total de trois enfants atteints de sténose pulmonaire et d'atrésie pulmonaire. Comme l'ont écrit Alfred Blalock et Helen Taussig dans le Journal of the American Medical Association, "Jusqu'à présent, il n'existait aucun traitement satisfaisant pour la sténose pulmonaire et l'atrésie pulmonaire. Un bébé "bleu" avec un cœur malformé était considéré comme hors de portée de l'aide chirurgicale. Au cours des trois derniers mois, nous avons opéré trois enfants atteints de sténose pulmonaire grave et chacun de ces patients semble en avoir tiré un grand bénéfice. Dans les deuxième et troisième cas, dans lesquels il y avait une cyanose profonde et persistante, la cyanose a grandement diminué ou a disparu et l'état général des patients s'est proportionnellement amélioré". À la suite de ce rapport, et des conférences données par Blalock et Taussig lors de congrès en Europe et en Amérique, la procédure a rapidement été acceptée dans le monde entier,.

#### Héritage
Grâce à la renommée internationale que cette chirurgie a suscitée, des parents du monde entier ont commencé à venir à Baltimore pour faire soigner leurs "bébés bleus" par Blalock et Taussig. L'afflux rapide de patients potentiels était si important que la clinique avait du mal à faire face, et des visiteurs médicaux du monde entier sont venus pour aider et partager leurs connaissances. En 1945, plus de 55 enfants bleus ont été opérés, et fin 1950 plus de 1 000 opérations ont eu lieu. Helen Taussig inaugure alors des séries de rencontres avec ses élèves. En 1951, l'équipe avait opéré plus de 1 000 enfants et l'opération avait un taux de mortalité de seulement 5 %.
L'un des principaux avantages de cette opération était que les enfants pouvaient jouer activement sans s'épuiser rapidement et sans perdre fréquemment connaissance, ce qui est généralement le cas avec les malformations cardiaques cyanosées. Helen Taussig aurait conservé sur sa cheminée une lettre de Jean-Pierre Cablan, âgé de douze ans, écrite après avoir subi l'intervention : "Je suis maintenant un tout autre petit garçon... je vais pouvoir aller jouer avec mes petits camarades". Souvent, on pouvait également constater une amélioration immédiate du niveau de cyanose. Taussig se souviendra plus tard : "Je suppose que rien ne me donnera jamais autant de plaisir que de voir le premier patient passer du bleu au rose dans la salle d'opération... des joues et des lèvres rose vif".
De nos jours, la dérivation de Blalock-Thomas-Taussig est utile pour prolonger la vie et améliorer la santé des nourrissons avant que les malformations cardiaques ne puissent être définitivement réparées, généralement comme première étape de la procédure de Norwood en trois étapes. Elle permet aux nourrissons de survivre et de prendre du poids avant que des interventions chirurgicales plus complexes ne soient tentées ultérieurement, et est utilisée pour soigner les patients atteints de tétralogie de Fallot, d'atrésie pulmonaire et d'autres anomalies plus rares et plus complexes.
Au moment de la mort de Taussig, des dizaines de milliers de vies d'enfants avaient été sauvées par la procédure de shunt.

### Suite et fin de carrière
En tant que médecin, Taussig a été un pionnier dans l'utilisation simultanée des rayons X et de la fluoroscopie pour examiner les changements dans le cœur et les poumons d'un bébé d'une manière moins invasive, et était très habile dans le diagnostic des conditions cardiaques en sentant les battements du cœur avec le bout de ses doigts, plutôt qu'en écoutant avec un stéthoscope.
En plus de son travail clinique quotidien en tant que pédiatre, Taussig était également une clinicienne universitaire accomplie. Elle a publié 100 articles académiques au cours de sa carrière, examinant divers aspects de la cardiologie, y compris l'éthique biomédicale et les origines évolutives des maladies cardiaques. Dans sa recherche sur les résultats à long terme des bénéficiaires de la dérivation, Taussig est restée en contact avec beaucoup de ses patients alors qu'ils atteignaient l'âge adulte et l'âge moyen.
En 1947, après une décennie de collecte de matériel, Taussig a publié son magnum opus, Congenital Malformations of the Heart, considéré comme le texte fondateur de la cardiologie pédiatrique en tant que domaine indépendant. Le livre a été étendu en deux volumes pour une deuxième édition publiée en 1960.
Taussig est ensuite devenue professeur associé à la Johns Hopkins School of Medicine ; elle a été promue professeur titulaire en 1959. À l'époque, elle n'était que la deuxième femme à atteindre le statut de professeur titulaire à l'université. Elle a continué à occuper le poste de directrice du Harriet Lane Home (le centre de traitement et de recherche pour enfants de Johns Hopkins) jusqu'à sa retraite en 1963. À l'époque, la plupart des cliniques pédiatriques se concentraient sur le rhumatisme articulaire aigu, qui était la principale source de mortalité infantile, mais grâce à l'expérience de Taussig, le Harriet Lane Home était également en mesure de fournir des soins spécialisés aux enfants atteints de cardiopathies congénitales. Il est devenu un centre de premier plan au niveau mondial vers lequel les chirurgiens en herbe affluaient.
Avec le cardiologue Richard Bing, Taussig a été, en 1949, le premier à décrire une affection cardiaque connue aujourd'hui sous le nom de syndrome de Taussig-Bing,. Il s'agit du deuxième type le plus courant de ventricule droit à double sortie (DORV), un ensemble d'affections cardiaques congénitales rares dans lesquelles l'aorte, qui est censée transporter le sang riche en oxygène du ventricule gauche du cœur, est au contraire connectée au ventricule droit et fournit du sang pauvre en oxygène au corps. Plusieurs méthodes alternatives pour corriger chirurgicalement cette anomalie ont été essayées au cours des décennies qui ont suivi la première description du problème, et les taux de survie après une intervention chirurgicale se sont considérablement améliorés au cours des dernières décennies.

### Interdiction de la thalidomide
Vers 1960, un nombre beaucoup plus élevé que d'habitude de bébés sont nés en Allemagne, en Belgique et aux Pays-Bas avec une phocomélie, une maladie auparavant très rare dans laquelle les membres sont absents ou petits et anormalement formés. Le pédiatre allemand Widukind Lenz a été le premier à établir un lien entre la fréquence croissante de cette affection et la thalidomide, un médicament qui était à l'époque un somnifère populaire sous le nom commercial de Softenon, et qui était souvent pris par les femmes enceintes pour lutter contre les nausées matinales. Cependant, lorsqu'il est pris entre les 35e et 49e jours de la grossesse, il bloque le développement normal des membres et provoque une phocomélie.
Après avoir entendu parler de ce problème par l'un de ses étudiants en janvier 1962, Taussig s'est rendu en Allemagne et a examiné certains de ces enfants par elle-même. Elle est arrivée à la même conclusion que Lenz : la thalidomide prise pendant la grossesse causait la phocomélie. Elle est retournée en Amérique et a lancé une campagne pour essayer d'empêcher l'approbation de la thalidomide par la FDA, en prenant la parole devant l'American College of Physicians, en écrivant dans des revues et des magazines et en témoignant devant le Congrès en 1967. Ses efforts et ceux des autres ont porté leurs fruits : le médicament a été interdit aux États-Unis et en Europe.

### Retraite et décès
Taussig a officiellement pris sa retraite de Johns Hopkins en 1963, mais a continué à enseigner, à donner des conférences et à faire pression pour diverses causes. En outre, elle a continué à écrire des articles scientifiques (sur les 129 articles que Taussig a écrits, 41 l'ont été après sa retraite de Johns Hopkins). Elle a plaidé pour l'utilisation des animaux dans la recherche médicale et pour la légalisation de l'avortement, ainsi que pour les avantages des soins palliatifs et de l'hospice,.
En 1977, Taussig s'installe dans une maison de retraite à Kennett Square, en Pennsylvanie. Toujours active, elle a continué à faire des voyages périodiques à l'Université du Delaware pour des travaux de recherche. Au moment de sa mort, elle faisait des recherches sur la base génétique des malformations cardiaques congénitales chez les oiseaux,.
Le 20 mai 1986, quatre jours avant son 88e anniversaire, Taussig conduisait un groupe d'amis pour voter lors d'une élection locale lorsque sa voiture est entrée en collision avec un autre véhicule à une intersection. Elle est morte environ une heure plus tard à l'hôpital du comté de Chester, et a fait don de son corps à Johns Hopkins.

## Honneurs
- 1947 : Chevalier de la Légion d'Honneur[9].
- 1948 : Prix de la Fondation Passano pour une contribution exceptionnelle à la science médicale, partagé avec Alfred Blalock - la première fois que ce prix a été partagé, et la première fois qu'il a été attribué à une femme[14].
- 1953 : Médaille d'honneur de l'American College of Chest Physicians
- 1954 : Prix Feltrinelli
- 1954 : Prix Albert Lasker pour des contributions exceptionnelles à la médecine[4]
- 1957 : Membre de l'Académie américaine des arts et des sciences[40].
- 1957 : Prix Eleanor Roosevelt de l'accomplissement[9].
- 1960 : Membre honoraire de l'American College of Cardiology
- 1963 : Gold Heart Award[28]
- 1963 : Achievement Award de l'Association américaine des femmes universitaires
- 1964 : Médaille présidentielle de la liberté décernée par le président Lyndon Johnson[9].
- 1965 : L'Université de Göttingen nomme sa clinique cardiaque en l'honneur de Taussig[7].
- 1965 : Première femme et premier pédiatre à être élu président de l'American Heart Association[7].
- 1970 : Prix Blackwell des collèges Hobart et William Smith[41].
- 1971 : Prix Howland de la Société américaine de pédiatrie
- 1973 : Élu à la National Academy of Sciences[42], 27 ans après l'élection de Blalock, pour leur travail conjoint sur le shunt Blalock-Taussig[28].
- 1973 : Élu à l'American Philosophical Society[43]
- 1973 : Intronisée au National Women's Hall of Fame[44]
- 1976 : Reçoit la médaille Milton S. Eisenhower pour services éminents de Johns Hopkins[38].
- 1982 : Médaille Elizabeth Blackwell décernée par l'Association américaine des femmes médecins[45].
- 2005 : La faculté de médecine de Johns Hopkins nomme l'un de ses quatre collèges en son honneur[46], ainsi que le Helen B. Taussig Congenital Heart Disease Center.
- 2018 : La bourse de recherche Helen B. Taussig a commencé à être attribuée à des post-doctorants titulaires d'un poste dans les départements des sciences fondamentales et cliniques de l'école de médecine Johns Hopkins[47].

Tout au long de sa carrière, Taussig a obtenu plus de 20 diplômes honorifiques. Taussig a été membre de plusieurs sociétés professionnelles au cours de sa carrière. Elle était membre de l'American Pediatric Society, de la Society for Pediatric Research et de l'American College of Physicians.
Le cratère vénusien Taussig a été nommé en son honneur.

## Publications
Elle publie en 1947 Congenital Malformations of the Heart, puis une version révisée en 1960. L'ouvrage devient une référence dans son domaine.

## Récompenses
- Medal of Freedom, remise par le président américain Lyndon B. Johnson en 1964[2].